# Marc-Roger Normand Couperin
Marc-Roger Normand Couperin (december 1663 – 25 januari 1734) was een Frans klavecinist en componist. Hij was een telg uit de familie Couperin, oomzegger van Louis Couperin en neef van François Couperin.

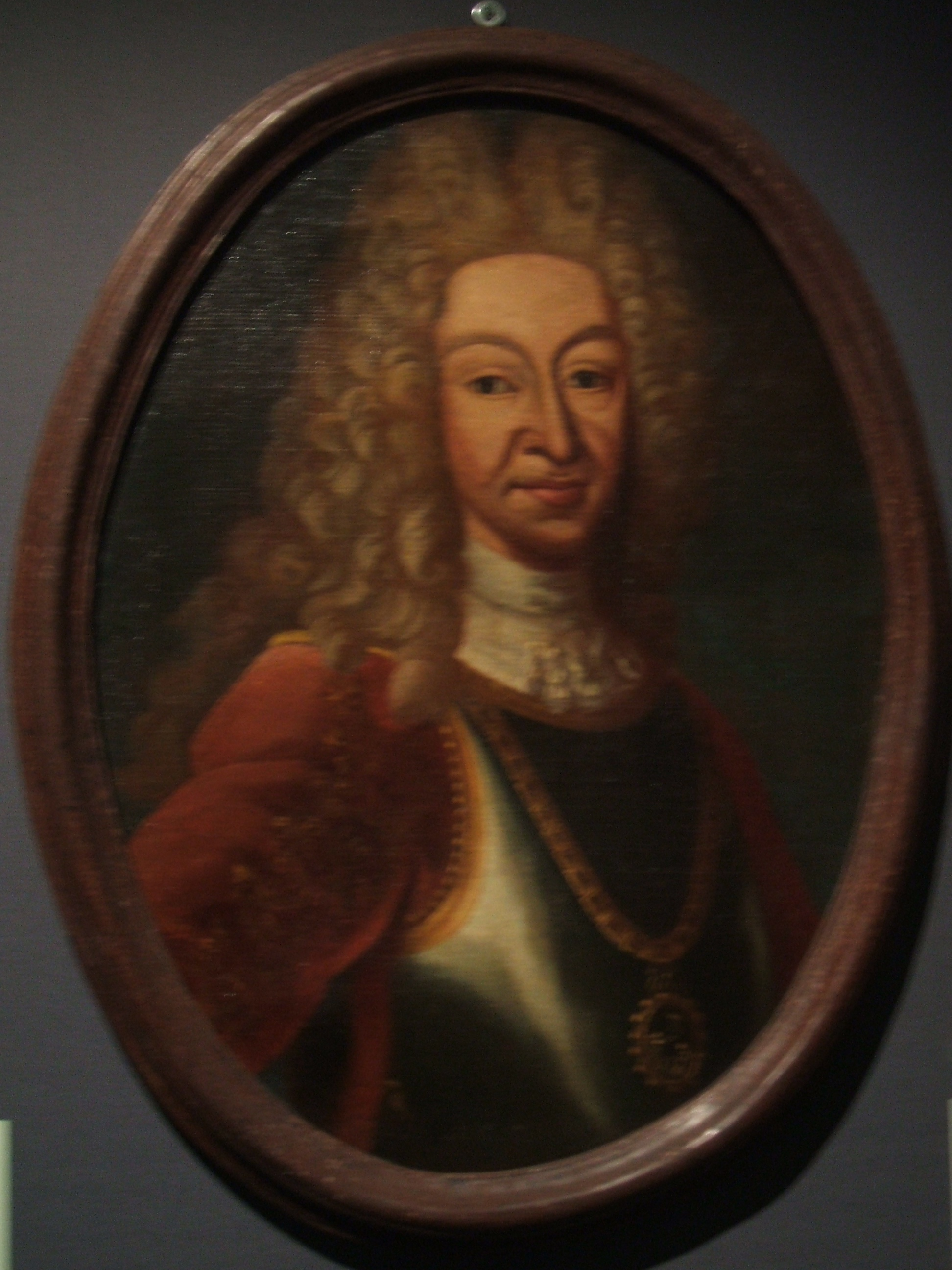
Vittorio Amedeo II

Over Marc-Roger Normand Couperin zelf is niets bekend tot 1688 wanneer gedocumenteerd werd dat hij klavecinist was in een opera bij het hertogelijk hof van Vittorio Amedeo II van Savoye in Turijn. In 1690 werd hij klavecimbelleraar van de hertogelijke familie, met name van Prins Emanuele Filiberto Carignano en organist van de hertogelijke kapel vanaf 1699, en mogelijk ook hoofd muziek. Tot zijn dood in 1734 zou hij in dienst blijven van dat hof.
In 1997 ontdekte de Italiaanse klavecinist Alessandro Ferranese in een privéverzameling een manuscript met 57 onbekende werken voor klavecimbel van Marc-Roger Normand Couperin. Het manuscript heeft als titel Livre de tablature de clavescin de Monsieur de Druent, écrit par Couperin. Gezien de kwaliteit van de stukken in het manuscript kan men ervan uitgaan dat ze geschreven zijn door iemand die al veel muziek heeft geschreven, muziek die nu (nog) echter als verloren moet worden beschouwd.  'Monsieur de Druent' was Graaf Ottavio Provana di Druent, (naar Druento bij Turijn), plaatselijk bekend als 'Monsù Druent', een van de intimi van Vittorio Amedeo II. Tot de ontdekking van dit manuscript was Marc-Roger Normand Couperin eigenlijk vooral bekend als het familielid van François Couperin (zie daar onder 'Les gouts réunis'), dat hem een onbekende Italiaanse sonate gestuurd zou hebben ("un parent que j'ay, effectivement, auprès du Roy de Sardaigne").
Het manuscript omvat ook werken die Marc-Roger Normand Couperin moet hebben meegenomen uit Frankrijk, van Jacques Champion de Chambonnières, Jacques Hardel, Mr. Militon en een aantal werken afkomstig uit de Lully's opera's.
Normand schijnt zich in Turijn 'Couperin' te hebben genoemd; de naam stond blijkbaar toen al borg voor muzikale kwaliteit. In documenten wordt hij 'Marco Rog(g)ero Norman(no)' genoemd, maar meestal werd zijn naam veritaliaanst tot 'Marco Cuoprin', 'Coprin', 'Coprino' of 'Coperino'. Er wordt nu (door de bezorger van zijn werken, Davitt Moroney) voor gepleit om de door hem zelf aangenomen aanvulling op zijn naam te handhaven, om te voorkomen dat hij weer in vergetelheid raakt met de onbekende naam 'Normand'.
De 'verschijning' van een nieuwe Couperin stelt musicologen voor de vraag of niet werken met de naam 'Couperin' die nog niet bij een van de leden van de familie zijn onder te brengen, wellicht door Marc-Roger geschreven zouden kunnen zijn.
De werken in het mansucript zijn in de gangbare stijl van de tijd, van de klavecimbelcomponisten geboren in de jaren 60 van de 17e eeuw: Nicolas Siret, Elisabeth-Claude Jacquet de La Guerre, François Dieupart, Louis Marchand en Gaspard Le Roux. Met de gevarieerde en persoonlijke muziek van Marc-Rogers neef François is geen vergelijking te maken; de werken zijn zeer gedegen opgebouwd, zonder echter opvallend of gedurfd te zijn.

## Discografie
Livre de Tablature de Clavescin door Davitt Moroney (Hyperion, CDA 67 164)
- Bibliothèque nationale de France: cb148109521 (data)
- Gemeinsame Normdatei: 1089642571
- International Standard Name Identifier: 0000 0000 8015 2477
- Library of Congress Control Number: nr99023184
- MusicBrainz: 091f5c4e-f6b3-4920-8edb-d4ab7499cade
- Nationale Bibliotheek van Israël: 987007438022305171
- Nederlandse Thesaurus van Auteursnamen: 31265040X
- Système universitaire de documentation: 243948727
- Virtual International Authority File: 17489689
- WorldCat: E39PBJdcwFtPhgpGc3YRbt8Hmd